# Thornia dorylaimoides
Thornia dorylaimoides är en rundmaskart. Thornia dorylaimoides ingår i släktet Thornia och familjen Dorylaimidae. Inga underarter finns listade i Catalogue of Life.